# Icterus nigrogularis
Icterus nigrogularis là một loài chim trong họ Icteridae.